# Бабидорич Михайло Іванович
Миха́йло Іва́нович Бабидо́рич (нар. 1 жовтня 1923, с. Тур'я Поляна — 10 грудня 1998, Ужгород) — український журналіст, публіцист. Учасник Першого з'їзду Народних комітетів Закарпатської України.

## Життєпис
Михайло Іванович Бабидорич народився 1 жовтня 1923 року в селі Тур'я Поляна Перечинського району Закарпатської області в сім'ї селянина. Його батько був із багатодітної родини і, щоб купити землю, був на заробітках у багатьох країнах Європи й навіть в Америці. У віці 35 років повернувся й купив невеликий шматок землі, на якій працював до смерті.

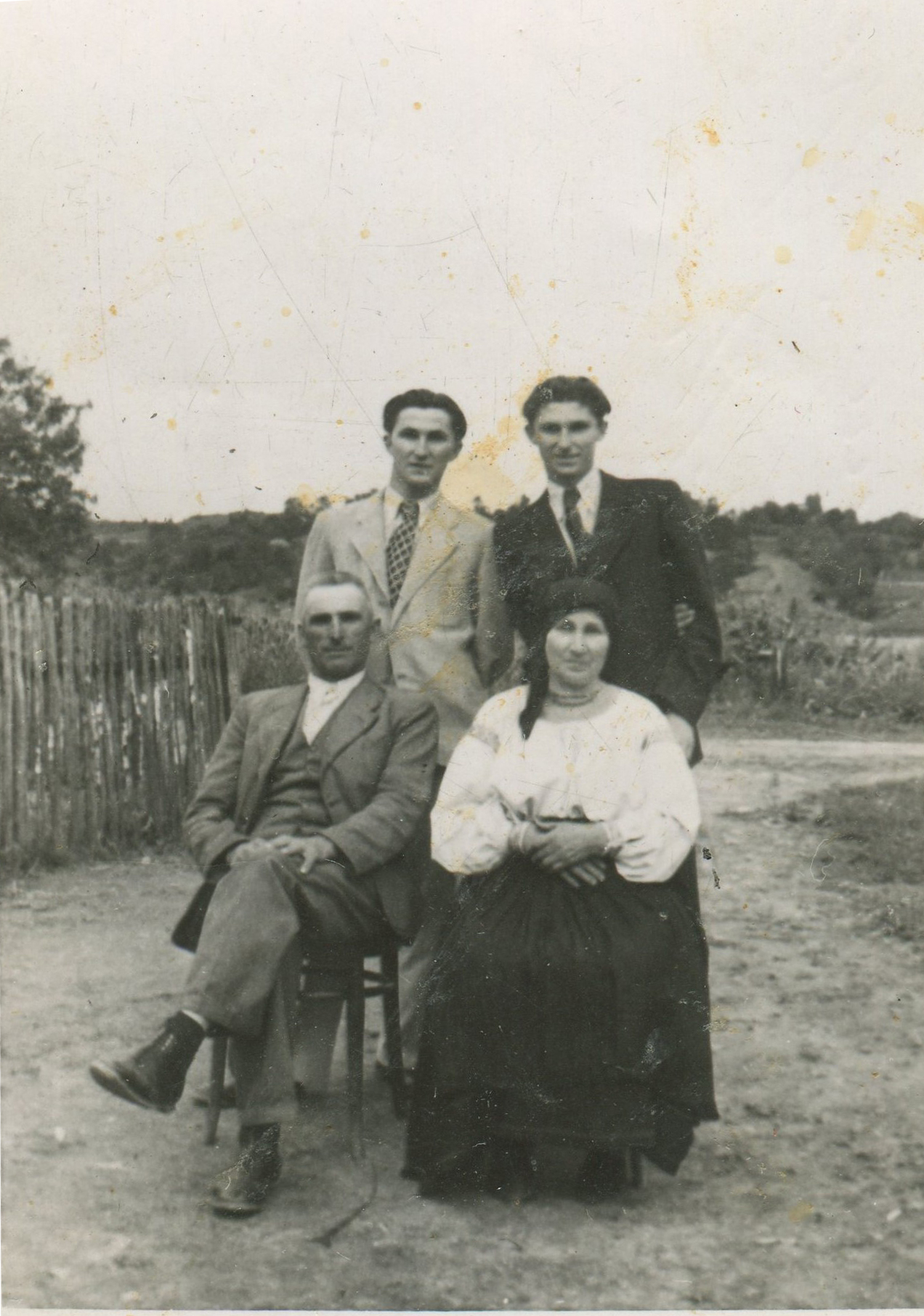
Михайло Бабидорич з батьками і братом Іваном, 1940 р.

Михайло Іванович навчався в сільській народній школі, відтак у 1944 році закінчив Ужгородську руську гімназію.
Під час Другої світової війни був учасником партизанського руху на Закарпатті. Спочатку зв'язківцем і розвідником, відтак начальником штабу загону Партизанського з'єднання Героя Радянського Союзу О. Тканка, яке діяло на території Ужанської та Турянської долин. Про цей досвід пізніше у співавторстві з партизанським побратимом Г. Алексеєнком написав документальне дослідження «Вогні в міжгір'ях».
Після війни як делегат від Ужгорода був учасником І з'їзду Народних комітетів Закарпатської України (26 листопада 1944 року), на якому був прийнятий Маніфест про возз'єднання Закарпатської України з Радянською Україною.
З грудня 1944 року до січня 1945 року — другий секретар Центрального комітету Спілки молоді Закарпатської України, з січня 1945 року — другий секретар Закарпатського обкому ЛКСМу. У 1946 році переведений на роботу в газету «Закарпатська правда», де пройшов шлях від кореспондента, завідувача відділу, відповідального секретаря до заступника редактора. «З гумором сприймав „інформацію“ відповідальних обкомівців про обговорення моєї кандидатури на посаду редактора. Найгрізніший аргумент „проти“ звучав: „он неуправляемый“» , — зізнався Михайло Бабидорич в єдиному інтерв'ю. Насправді, він не міг стати редактором через доноси й безпідставні звинувачення у куркульстві батька за його господарство у гірській місцевості.
1958 року заочно закінчив історичний факультет Ужгородського державного університету. «Своїми університетами вважав саме життя, самоосвіту. Постійно читав, відвідував виставки, ходив у театр, подорожував. Володів, крім рідної та російської, угорською, чеською та словацькою мовами. Він був людиною-енциклопедією. Знав про свій рідний край все чи майже все», — згадує про наставника головний редактор газети «Закарпатська правда» (1997—2005) Віктор Дрогальчук.
Михайло Бабидорич — автор багатьох статей в українських, російських, угорських, чехословацьких газетах та журналах, автор публіцистичних книг. Більшість його статей присвячено захисту простої людину, роздумам на теми моралі, судовим нарисам та розповідям про відомих краян. Перо відомого журналіста відзначалося фаховістю, ясністю викладу, вивіреним фактажем та публіцистичною загостреністю.
«Попри партійно-номенклатурний тиск, він писав про бюрократів, здирників, на морально-етичні теми, паралельно відбиваючись від анонімок та доносів. Він не любив владу, влада не любила його.
Затиснутий лещатами тоталітаризму, він не вважав себе жертвою. Не був дисидентом чи бунтарем. Він був сином свого часу і своєї землі. Він змінював світ — світ змінював його.
Головний урок Михайла Бабидорича — як за різних обставин зберегти не лише талант, а й людську гідність», — Дрогальчук.
Багато сил віддав і Товариству охорони пам'яток історії та культури, в якому став головою із 1992 року.
1947 року одружився із колегою Надією Степанівною Тимошок, родом із Чернігівщини. Невдовзі у подружжя народилась єдина донька — Валентина (нині викладач англійської мови Ужгородського університету).

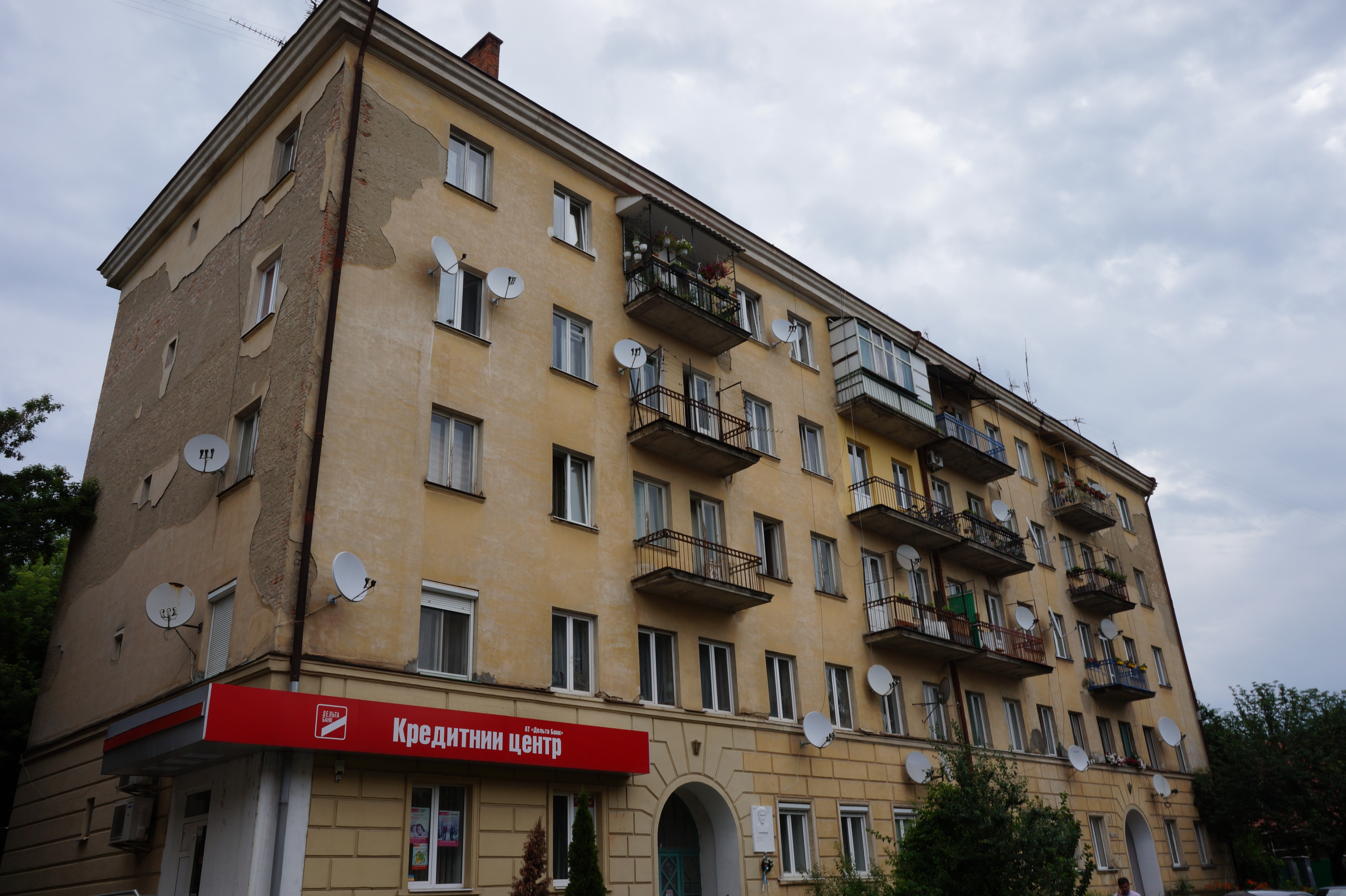
Будинок в Ужгороді, де жив М. Бабидорич. Вул. Ракоці, 16/2

У зрілому віці при газеті «Закарпатська правда» вів «Школу майбутнього журналіста». Серед його вихованців Борис Кушнір, Іван Мокрянин, Надія та Іван Тегзи, Олександр Маківчук, Василь Комарницький, Володимр Кривошапко, Олександр Гаврош, Віталія Папіш та інші.
"Восьмикласником, відгукнувшись на оголошення про набір у «Школу майбутнього журналіста», я вперше потрапив у його кабінет у «Закарпатській правді». З того часу заходив туди при найменшій потребі. Маючи вже поважний вік, завантажений по горло власними задумами і справами, Михайло Бабидорич знаходив час возитися з нами і нашою дитячою писаниною. Адже, крім бажання писати, у нас за плечима не було абсолютно нічого.
Треба було починати з нуля, з елементарних азів. Крок за кроком, долаючи часом нашу лінь і байдужість, Михайло Іванович вів нас за руку у світ журналістики. Він був талановитим педагогом. Два роки навчання у «Школі майбутнього журналіста» давали більше практичної користі, ніж два курси журфаку. Він ніколи сам не опрацьовував наші не визрілі тексти. У нього все працювало на навчання. Свою першу газетну статтю мені доводилося переписувати тричі, поки Бабидорич схвалив її до друку. Сьогодні розумію, що журналістові набагато легше було поправити її самому, однак користь від такого навчання мізерна.
Був надзвичайно щедрим учителем. Запросто ділився з нами усіма набутими секретами творчості, детально розповідав про свою журналістську кухню. І нині зберігаю свій шкільний зошит з його порадами — не просто як реліквію, а як цінний посібник.
…Він був увесь націлений на працю, його дивовижне працелюбство не могло не вражати.
Помер Михайло Бабидорич 10 грудня 1998 року в Ужгороді. Похований в Ужгороді, на цвинтарі «Кальварія».

## Доробок
Автор понад тисячі публіцистичних статей в українських, російських, угорських, чехословацьких газетах та журналах (Михайло Бабидорич: життя в журналістиці: бібліографічний покажчик: до 95-річчя від дня народж. / Департамент культури Закарпат. облдержадмін., КЗ «Закарпат. обл. універс. наук. б-ка ім. Ф. Потушняка» Закарпат. облради ; уклад. : М. Б. Бадида, І. В. Когутич ; передм. В. Дрогальчука ; відп. за вип. О. А. Канюка. — Ужгород: TIMPANI, 2018. — 152 с.: фот. — (Закарпатська публіцистика в іменах: бібліографія))

### Публіцистичні книжки
- «Маски й обличчя» (Ужгород: Карпати, 1969);
- «Трибуна трудящих: до 50-річчя газ. „Закарпат. правда“» (Ужгород: Карпати, 1970), у співавторстві із П. М. Лісовим;
- Один з авторів тексту довідника-путівника «Пам'ятники Закарпаття» (Ужгород: Карпати, 1972);
- «Вогні у міжгір'ях» (К., 1973; Ужгород, 1981; Будапешт-Ужгород, 1985 угор. м.) у співавторстві з Г. Д. Алексєєнком;
- «Цветут сады над Тисой» (Ужгород: Карпати, 1978, рос. та угор. мовами);
- Вибрані статті «Епізоди життя» (Ужгород: Мист. Лінія, 2007). Упоряд. В. М. Бабидорич; передм. В. Дрогальчука.

## Відзнаки
- Нагороджений республіканською журналістською премією ім. Я. Галана (1970 р.) за книгу «Маски і обличчя»;
- Обласна журналістська премія ім. О. Борканюка (1983 р.) за ряд публіцистичних матеріалів, надрукованих під рубрикою «Час і ми».

## Вшанування пам'яті

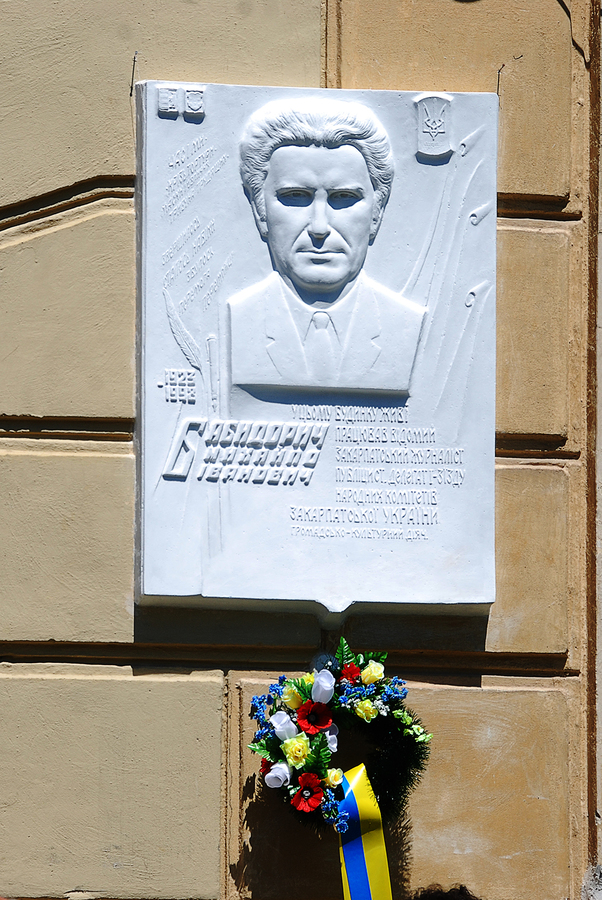
Горельєф видатному публіцисту краю в Ужгороді на будинку, де жив М. Бабидорич (вул. Ф. Ракоці, 16). Скульптор М. Белень, 2014 р.

- 2004 року спільним рішенням Закарпатської обласної державної адміністрації та обласної ради засновано журналістську премію імені Михайла Бабидорича — кращому журналістові року на Закарпатті[6].
- 2014 року на будинку по вулиці Ф. Ракоці в Ужгороді встановлено горельєф видатному публіцисту краю. Скульптор М. Белень[7].